# Detroit Vs. Everybody
"Detroit Vs. Everybody" é uma canção do rapper estadunidense Eminem, com a participação dos rapper's Royce da 5'9", Big Sean, Danny Brown, Trick-Trick, e Dej Loaf, lançada como single em 11 de novembro de 2014, para a coletânea musical Shady XV.

## Composição e produção
A canção foi escrita por Marshall Mathers, Montgomery, Deja Trimble, Daniel Sewell, Sean Anderson, Patrick Baril, James Brown, Peter Beveridge, Andy James, J. Trotti e produzida por Statik Selektah juntamente com Eminem.

## Música e vídeo
O videoclipe da canção foi lançado oficialmente em 23 de janeiro de 2015, no canal do rapper na plataforma virtual VEVO.

## Faixas
| Download digital |                                                         |                                                                      |         |  |
| N.º              | Título                                                  | Artista                                                              | Duração |  |
| 1.               | "Detroit Vs. Everybody" (Produzido por Statik Selektah) | Eminem, Royce da 5'9", Big Sean, Danny Brown, Dej Loaf & Trick Trick | 5:57    |  |

## Desempenho nas paradas
| Paradas (2014)                                  | Melhor posição |
| ----------------------------------------------- | -------------- |
| Austrália (ARIA)                                | 28             |
| Canadá (Canadian Hot 100)                       | 87             |
| Estados Unidos (Bubbling Under Hot 100 Singles) | 8              |
| Estados Unidos (Billboard R&B/Hip-Hop Songs)    | 28             |
| Estados Unidos (Billboard Digital Song Sales)   | 42             |